# Microterys caudatus
Microterys caudatus är en stekelart som beskrevs av Ishii 1928. Microterys caudatus ingår i släktet Microterys och familjen sköldlussteklar. Inga underarter finns listade i Catalogue of Life.